# Georges de Lodève
Georges fut d'abord moine à Conques puis ordonné prêtre. 

## Biographie
Vers 862 les normands ravagent Conques et dispersent les religieux. Georges se réfugie à Toulouse auprès du comte Raymond. Ce dernier, qui est aussi comte du Rouergue, fonde une abbaye à Vabres dans le diocèse de Rodez. Il y place à sa tête l'abbé de Conques et celui-ci s'adjoint les services de Georges pour l'aider à organiser cette fondation.
Georges fut ensuite appelé pour être évêque de Lodève entre 863 et 884.
Il fut enterré dans l'église Saint-Genies rebâtie et devenue Saint-Fulcran cathédrale de Lodève.
Saint Georges évêque de Lodève y est sculpté sur le tympan à main gauche du Christ.

## Légende
Saint Georges allant de Lodève à Rodez, fut poursuivi par les Sarrasins. Pour leur échapper, il aurait franchi d'un saut géant la profonde vallée du Viaur. Son cheval en retombant marqua de ses quatre empreintes le rocher en dessous l'église de saint Georges de Camboulas. 

## Fête
La fête de saint Georges de Lodève est fixée au 19 février, dans le diocèse de Rodez et au 9 novembre au martyrologe.

## Sources
- Vies des saints|Les Petits Bollandistes
- notice du chanoine Bousquet
- Nominis